# 李眉蓁論文門
李眉蓁論文門，指的是2020年高雄市市長補選期間，中國國民黨2020高雄市長補選候選人李眉蓁的國立中山大學碩士論文《台灣對中國大陸之貿易分析》遭揭露係抄襲他人之著作，並隨後自行宣布放棄該碩士學位的事件，且最終於8月19日由國立中山大學決議撤銷碩士學位，10月13日正式依《學位授予法》公告撤銷其碩士學位。2022年1月橋頭地檢署依違反《著作權法》將李提起公訴。2022年4月，李眉蓁與原告達成和解。
此事件引發各界對政治人物過往學歷取得正當性的檢視，以及高等教育把關失靈的廣泛討論；除李眉蓁自己，亦牽連到總統蔡英文倫敦政經學院博士學位的爭議，其他如苗栗縣長徐耀昌碩士論文、新竹市立法委員鄭正鈐博士論文均遭人踢爆有抄襲爭議。

## 背景
第三屆高雄市市長韓國瑜於2020年6月6日經罷免案通過遭解職，為此，中華民國中央選舉委員會決定2020年8月15日舉行高雄市長補選。2020年6月23日，中國國民黨決定徵召高雄市議員李眉蓁為補選候選人。李眉蓁最後決定帶職參選，無須請假。

## 事件經過
2020年7月20日，促進轉型正義委員會前副研究員吳佩蓉揭露，李眉蓁於2008年7月所發表的國立中山大學大陸研究所（今中國與亞太區域研究所）在職專班碩士學位論文《台灣對中國大陸之貿易分析》，其中四頁一字不漏抄襲自現任僑務委員會委員長童振源2005年5月發表於國立政治大學《中國大陸研究中心通訊》的文章〈兩岸政經互動〉，國立中山大學回應會處理有關檢舉並作出調查。中國國民黨文傳會副主委黃子哲則為李眉蓁緩頰道：「如果要抄襲，應該抄整本，不會只有那四頁。」李眉蓁為碩士論文部分內容可能未標注參考章節道歉。
7月22日，《鏡週刊》再經比對發現，李眉蓁整本論文有96%內容抄襲自國立臺北大學雷政儒於2000年發表的碩士學位論文《兩岸經貿互動與台商投資之演變分析》。李眉蓁首次為此召開記者會，痛批現任總統蔡英文的博士論文才是滿天疑雲，檢驗論文應一視同仁，「如果蔡總統回應」，她也會按照她的標準回應，並補充道「終於了解許崑源為何要從17樓跳下去」，於一分鐘後快閃離去；對此，不分泛藍、泛綠陣營都認為是推卸責任。中山大學同日再度回應，「若抄襲屬實並經核定，將於校內網頁公告註銷，並以書面通知追繳已發學位證書。並函知國家圖書館及本校圖書館，撤下被檢舉人紙本論文及電子檔案。」中山大學學生發起學生校友連署，希望查明此事件；時任中山大學校長鄭英耀則表示，對有疏忽的指導教授會交由教評會進行檢討。時任國立東華大學副校長朱景鵬稱：「事情久遠，對李眉蓁口試情形已無印象」，並表示願意配合調查。時代力量呼籲中國國民黨應撤銷李眉蓁的高雄市長補選提名，並向高雄市民道歉。
7月23日，李眉蓁二次召開記者會，宣布放棄碩士學位，為碩士學位論文爭議造成母校等人的傷害再度道歉，稱會向高雄市選舉委員會申請刪除選舉公報學歷欄內的中山大學碩士等字樣。曾執大學教職的現任中國國民黨黨主席江啟臣隨即在臉書表示，他無法接受學術抄襲，支持李眉蓁勇敢面對錯誤。其間，李眉蓁競選團隊對於「公開道歉」或「淡化處理」爭執不下；有媒體側錄下中國國民黨秘書長李乾龍與江啟臣耳邊細語說，「李眉蓁那不受控了」，江啟臣則是主張，逾九成六比例的論文抄襲，無法說服選民，不應讓論文爭議延燒，使選情雪上加霜，於是致電勸說李眉蓁公開道歉、主動放棄學位。高雄市選舉委員會同日回應因紙本選舉公報數量大、翌日完成印製，故不能重印。
7月24日，國立中山大學召開審定委員會初步認為李眉蓁論文內容「與他人著作高度相似」，預計1個月內確定結果。
7月25日，李眉蓁在競選總部成立大會上聲稱，並非江啟臣要她斷尾求生才道歉，而是作為母親需向子女以身作則知錯能改的家教：「你們想錯了，我只是想到自己是個媽媽，不要小孩以後做錯事硬拗，希望小孩以後知錯能改，所以必須以身作則」；她亦提及，自己在民進黨籍對手陳其邁當初選立委時也才十六歲，因此唯恐自己的知名度無法與其相抗，但現在覺得「我紅了」、「心想事成，現在是全國最出名的人」，批評「民進黨不抹黑、不醜化就不會選舉」，稱此事為民進黨意圖打掉她的「清新形象」。
8月3日，李眉蓁出席高雄青年民主聯盟所舉辦的「市政規劃納入學生意見：高雄市長補選學生論壇」，回應現場學生提問「論文到底是自己寫還是抄的？」時稱，論文絕對沒有找人代寫，而是便宜行事，強調是由同學互相提供資料而未查明資料來源，抄襲並非本意。
8月19日，國立中山大學公布，經校外三名專業人士審查、校內兩次審定會，由社會科學院投票，全數同意李眉蓁學生論文抄襲情節嚴重，依學位授予之相關規定，決議撤銷李眉蓁的碩士學位。
10月13日，中山大學正式依《學位授予法》公告撤銷其碩士學位。
2022年1月13日，臺灣橋頭地方檢察署依違反《著作權法》將李眉蓁提起公訴。
2022年4月，李眉蓁與雷政儒達成和解。

## 各界評論
民進黨籍台北市議員梁文傑指出，李眉蓁論文的指導教授林德昌曾任中國國民黨中央委員，口試委員朱景鵬則是中國國民黨指定的中常委、擔任過花蓮縣副縣長，表示「基本上就是一夥人！」朱景鵬接受民視訪問回應，自己不認識李眉蓁的背景，學術無關黨派，稱此事讓他「學到教訓」。時代力量前新北市立委黃國昌批評李眉蓁：「這已不只是學術倫理或欠缺誠信的問題。這是違反著作權法的犯罪行為。」
7月23日，國立中山大學中國與亞太區域研究所（前大陸研究所）所長張顯超接受《中央社》獨家電訪中，多次嘆氣表示，此事讓大家難過、遺憾，學術工作還要繼續，未來會更嚴謹審論文；至於李眉蓁當時指導教授林德昌部分則統一由校方說明。散文家、國立台北教育大學語言與創作學系退休教授廖玉蕙則在臉書上批評，李眉蓁並無資格「放棄」，而是由頒布單位撤銷其不當取得的學位才名正言順，且如若李眉蓁誠心悔過，應該說「我誠心接受中山大學撤銷學位的處分，並對造成中山大學的聲譽嚴重受創表達歉意。」
7月24日，政治評論員溫朗東指國民黨林德昌的角色是為中國拉攏台灣學生的學界仲介者，並指「他（林德昌）會對李眉蓁複製貼上的論文放水，是要整合藍營人脈，爭取成為位階更高的中國買辦。」
7月25日，中國國民黨籍新北市長侯友宜發聲，李眉蓁應該虛心接受批判並道歉。中國國民黨籍前立委羅淑蕾稱，高雄基層黨員表示欲哭無淚，為李眉蓁站台很難堪。泛藍媒體人趙少康懷疑，應是中國國民黨內部成員向媒體揭露李眉蓁的抄襲事件；畢竟民調中陳其邁已經贏過李眉蓁太多，民進黨沒有需要花時間作文章，反倒是同黨對手害怕李眉蓁藉此次選舉闖出名號、未來進軍國會。名嘴李正皓指出，親藍媒體《聯合報》所做民調，僅14%民眾認同李眉蓁處理方法，他因此建議李眉蓁「放棄選舉」，不跑競選活動，讓國民黨可以止血。臺北市長柯文哲評價此事只一字「慘」，並針對李眉蓁是否讓槍手捉刀論文的問題，笑道：「要找槍手也要找認真一點的」。
7月26日，前中央警察大學教授、中國國民黨籍立委葉毓蘭以自身學術經驗於臉書上表示，如果李眉蓁的論文有問題，「她的老師比誰都有責任要提醒她。」

## 後續影響
2020年7月26日，國立中山大學校長鄭英耀發表致師生、校友公開信，痛陳「有些人不愛惜羽毛」，李眉蓁論文抄襲案已傷校譽；調查小組會在法規授權範圍內獨立運作，如法規有不敷之處將儘速修正；他亦將在近期召集會議，盤點各系所在職專班運作情形，強調嚴格把關口試委員名單，檢討論文指導學生人數，並研議未來碩士在職專班、進修部分以技術報告取代研究論文。
7月27日，教育部提出「李眉蓁條款」，八項機制旨在強化各大學學位論文品保機制，包括要求論文指導教授及所屬系所負起相應責任，祭出調減招生名額之手段，規劃開發國內論文專用比對系統等；高教司司長長朱俊彰表示，「如果經過教育部要求，學校仍然不改善或是不作為，那教育部我們就會代為來處理。」並且申明：「如查確有造假、變造、抄襲、由他人代寫或其他舞弊情事，學位應予撤銷並公告註銷學位證書。」
10月12日，雷政儒對李眉蓁抄襲的提吿首次開庭，雷政儒的代表律師稱提吿原因是李眉蓁不對抄襲善後。
10月13日，中山大學正式行文至教育部撤銷李眉蓁碩士學位，李眉蓁批評中山大學校長鄭英耀政治立場鮮明。對此，吳佩蓉認為她感到價值觀和公平正義概念被嚴重凌虐、朱學恆認為這不會使抄襲不存在。
2022年1月13日，臺灣橋頭地方檢察署依違反著作權法將李眉蓁提起公訴。
2022年4月，李眉蓁與雷政儒達成和解。